# Matewan (Virginia Occidental)
Matewan es un pueblo ubicado en el condado de Mingo en el estado estadounidense de Virginia Occidental. En el Censo de 2010 tenía una población de 499 habitantes y una densidad poblacional de 344,66 personas por km².

## Geografía
Matewan se encuentra ubicado en las coordenadas 37°37′20″N 82°9′33″O / 37.62222, -82.15917. Según la Oficina del Censo de los Estados Unidos, Matewan tiene una superficie total de 1.45 km², de la cual 1.45 km² corresponden a tierra firme y (0%) 0 km² es agua.

## Demografía
Según el censo de 2010, había 499 personas residiendo en Matewan. La densidad de población era de 344,66 hab./km². De los 499 habitantes, Matewan estaba compuesto por el 91.58% blancos, el 6.41% eran afroamericanos, el 0.2% eran amerindios, el 0% eran asiáticos, el 0% eran isleños del Pacífico, el 0% eran de otras razas y el 1.8% pertenecían a dos o más razas. Del total de la población el 0.6% eran hispanos o latinos de cualquier raza.